# The Show Down (film, 1917)
Pour les articles homonymes, voir The Show Down.
Pour plus de détails, voir Fiche technique et Distribution.
The Show Down (littéralement, La Confrontation) ou Back to the Primitive est un film muet américain réalisé par Lynn Reynolds, sorti en 1917.

## Fiche technique
- Titre : The Show Down
- Titre alternatif : Back to the Primitive
- Réalisation : Lynn Reynolds
- Scénario : Waldemar Young, Lynn Reynolds
- Photographie : Clyde Cook (en)
- Producteur : Lynn Reynolds
- Société de production :  Universal Film Manufacturing Company
- Société de distribution :  Universal Film Manufacturing Company
- Pays de production :  États-Unis
- Langue : film muet avec les intertitres en anglais
- Métrage : 1 500 m (5 bobines)
- Format : Noir et blanc — 35 mm — 1,33:1 — Muet
- Genre : Film dramatique
- Durée : 50 minutes
- Date de sortie : 
  - États-Unis : 13 août 1917

## Distribution
- Myrtle Gonzalez : Lydia Benson
- George Hernandez : John Benson
- Arthur Hoyt : Oliver North
- George Chesebro : Robert Curtis
- Edward Cecil (en) : Langdon Curtis
- Jean Hersholt : Parkes